# Gnorimoschema steueri
Gnorimoschema steueri is een vlinder uit de familie tastermotten (Gelechiidae). De wetenschappelijke naam is voor het eerst geldig gepubliceerd in 1975 door Povolny.
De soort komt voor in Europa.